# Martino di Veroli
Martino (fl. VIII secolo) è stato un vescovo italiano, secondo vescovo della diocesi di Veroli, menzionato nel 743 circa.